# 롤스-로이스 PWR
롤스-로이스 PWR은 영국 롤스로이스가 개발한 핵잠수함 원자로를 말한다.

## 드레드노트
영국 최초의 핵잠수함은 HMS 드레드노트 (S101)인데, 78 MW 열출력의 미국 웨스팅하우스 S5W 원자로 1기를 탑재했다.

## PWR1

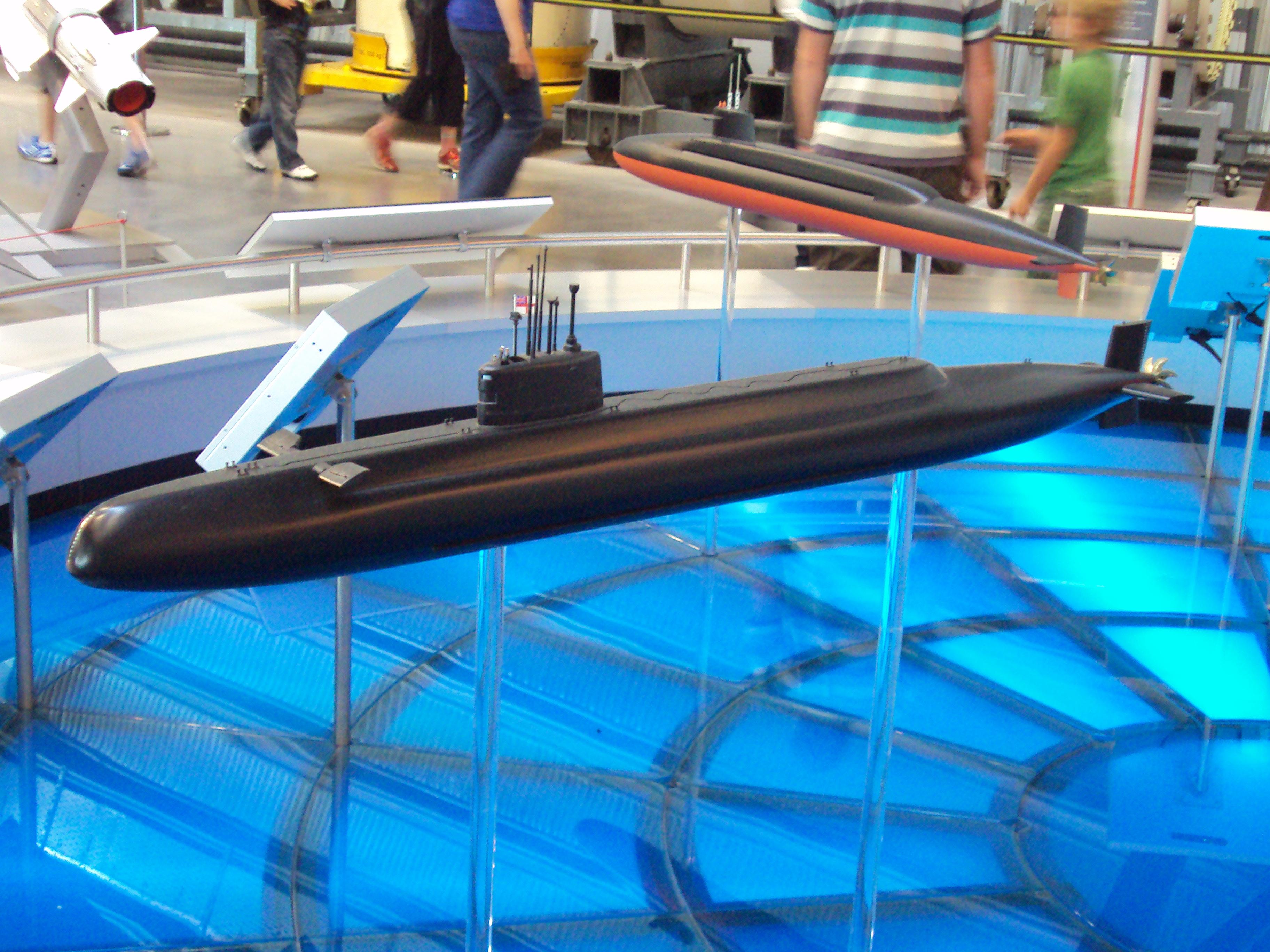
영국 최초의 전략원잠인 레졸루션급 잠수함

1958년 미영 상호방위조약으로 미국의 핵잠수함 원자로를 기술이전 받았다. 시험용 원자로를 불칸 해군 원자로 시험 시설에 설치했다. 60 MW 열출력이었다.
PWR1은 미국 웨스팅하우스 S5W 원자로와 같은 78 MWt 열출력이다.
- 발리언트급 잠수함, SSN
- 레졸루션급 잠수함, SSBN
- 처칠급 잠수함, SSN
- 스위프트슈어급 잠수함, SSN
- 트라팔가급 잠수함, SSN

## PWR2

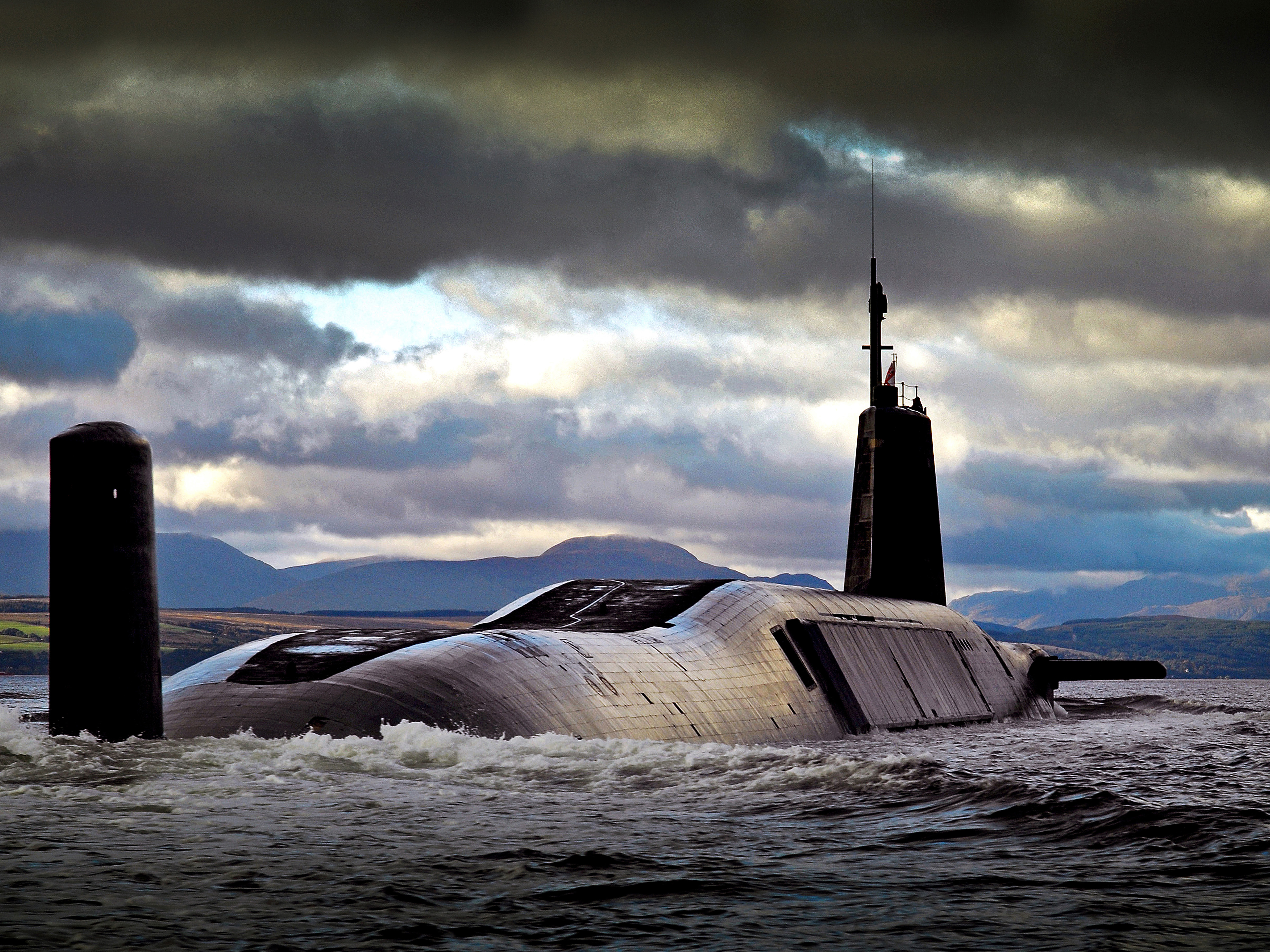
뱅가드급 전략원잠

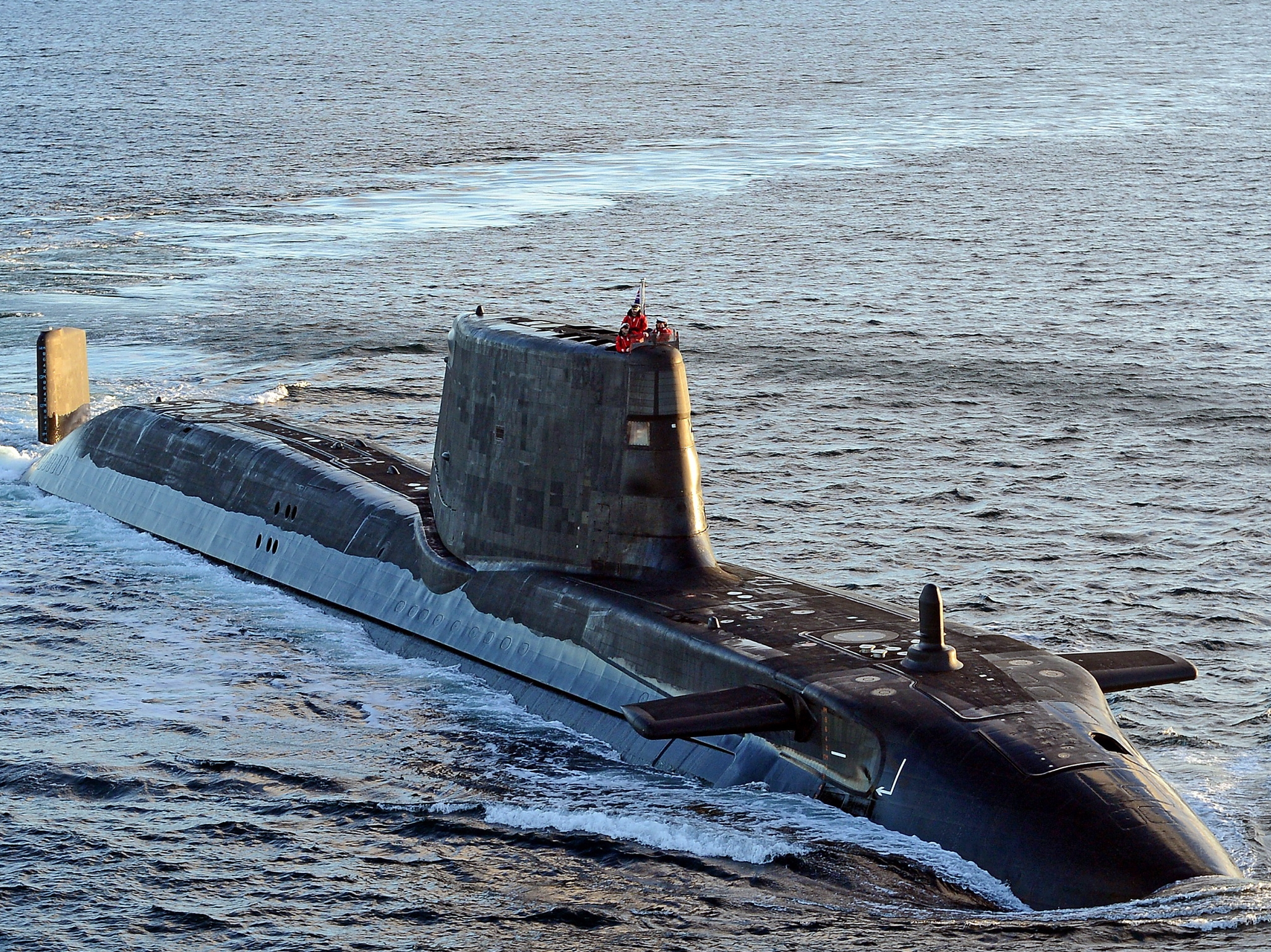
어스튜트급 공격원잠

PWR2는 현재 영국 해군의 최신형 핵잠수함 원자로이다. 뱅가드급 잠수함을 위해 PWR1을 개량하여 만들었다. 1985년 최초의 원자로가 제작되었다. 1987년 불칸 해군 원자로 시험 시설에서 시험가동을 시작했다.
145 MWt 열출력을 낸다. 2018년 현재 사용중인 뱅가드급 잠수함, 어스튜트급 잠수함에 PWR2 1기를 사용한다.
- 뱅가드급 잠수함, 전략원잠(SSBN), 수중배수량 16,000 톤. 145 MW 롤스로이스 PWR2 1기
- 어스튜트급 잠수함, 공격원잠(SSN), 수중배수량 8,000 톤, 145 MW 롤스로이스 PWR2 1기

## PWR3
PWR3 원자로를 개발중이다. 드레드노트급 4척을 계획중이며, 2028년 1번함이 건조될 계획이다.
- 드레드노트급 잠수함, 전략원잠(SSBN), 수중배수량 16,000 톤. 롤스로이스 PWR3 1기

## 같이 보기
- 오커스
- 소련 해군 원자로